# Bartolomeo Gradenigo
Bartolomeo Gradenigo (né en 1260 à Venise et mort dans la même ville le 28 décembre 1342) est le 53e doge de Venise élu en 1339.
La brièveté à son dogat ne lui permet pas d'influencer la politique de Venise cependant il se distingue pour l'utilisation permanente de son influence pour s'enrichir ainsi que sa famille, au point d'être surnommé il « doge faccendiere ».

## Biographie
Bartolomeo Gradenigo est né dans une famille de vieille noblesse. Dès son plus jeune âge, il s'occupe de politique et surtout de commerce faisant des affaires lucratives en Orient. Il se marie deux ou trois fois et il a six fils s'occupant tous de commerce. Bien qu'occupant des charges importantes telles que recteurs et podestat de Raguse et de Capodistria, il fait preuve d'un amour immodéré pour la richesse, défaut qu'il transmet à tous les membres de sa famille, si bien que peu avant sa mort, les conseillers ducal interdisent aux doges d'abuser de leur charge de cette manière.

### Le dogat

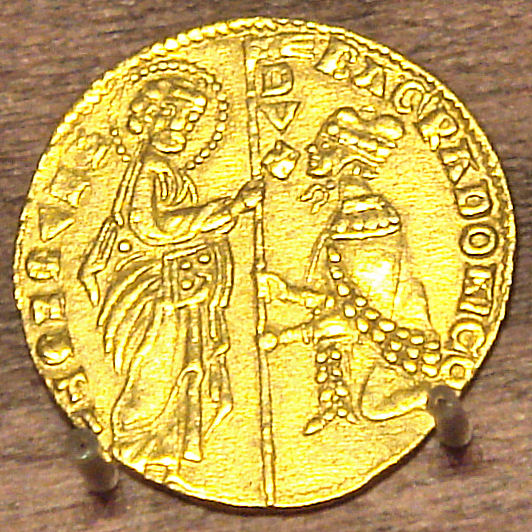
Bartolomeo Gradenigo agenouillé devant Saint-Marc.

Riche et vieux, très probablement, il se décide à dépenser une partie de son patrimoine pour s'attirer assez de sympathie afin d'être élu ce qui advient le 7 novembre 1339. Les trois années de dogat sont assez tranquilles, il n'y a pas de guerre mis à part une révolte en Crète et quelques incursions turques et même un certain rapprochement avec Gênes.
Le 15 février 1340, une grosse tempête frappe la ville qui, selon la légende populaire, est repoussée que par l'intercession surnaturelle de saint Marc, saint George et saint Nicolas, porté à la lagune par un humble pêcheur. Le pêcheur, de retour à Venise, reçoit des trois saints un anneau dit anneau du pêcheur qu'il donne au doge. Un tableau de Gianantonio Guardi en 1738-1740, illustre cette histoire : Remise de la bague au Doge Bartolomeo Gradenigo. Il est conservé à la Ca' Rezzonico.
Une seconde curiosité est celle de la présence selon les calculs du gouvernement vénitien de l'époque, de la présence de plus de 11 000 prostitués dans la ville qui comptait moins de 150 000 habitants ; signe, pour beaucoup, d'une décadence morale désapprouvée par les chroniqueurs de l'époque.
Gradenigo meurt le 28 décembre 1342. Il est enterré dans la basilique Saint-Marc.